# Winter Springs
Winter Springs – miasto w Stanach Zjednoczonych, w stanie Floryda, w hrabstwie Seminole.